# Funérailles (Liszt)
 (février 2024).
Si vous disposez d'ouvrages ou d'articles de référence ou si vous connaissez des sites web de qualité traitant du thème abordé ici, merci de compléter l'article en donnant les références utiles à sa vérifiabilité et en les liant à la section « Notes et références ».

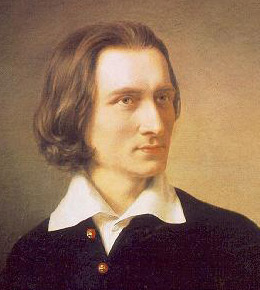
Franz Liszt.

L'élégie Funérailles, écrite en octobre 1849 en réponse à l'écrasement de la révolution hongroise de 1848 par les Habsbourgs, est le 7e morceau des Harmonies poétiques et religieuses du compositeur hongrois Franz Liszt et peut-être le plus célèbre. Il fut notamment enregistré par des maîtres de l'interprétation lisztienne tels que Claudio Arrau, Jorge Bolet, Vladimir Horowitz, Georges Cziffra, Martha Argerich, Aldo Ciccolini, Artur Rubinstein, Sviatoslav Richter et Philip Thomson.

## Description
Le morceau est composé de quatre sections distinctes, avec trois thèmes principaux voire leitmotiv car ils n'ont de cesse de se répéter et de se succéder. La première section, marquée « Introduzione » par Liszt, est un sombre adagio dont les mesures d'ouverture représentent un bruit étouffé de cloches de l'autre côté d'un morne champ de bataille. Au thème principal, désespéré, répondent les tremolos sforzando joués à la basse. Ce mouvement de balancier, allant crescendo, est soudainement interrompu par un thème guerrier, qui amène le prochain thème du morceau.
Dans sa deuxième section, le morceau présente une marche funèbre en fa mineur qui module jusqu'à atteindre un lagrimoso en la bémol majeur.
L'on assiste alors à une marche guerrière héroïque toute en puissance, dont le thème vaillant et triomphant est soutenu par les cascades d'octaves en ostinato de la main gauche. Ce thème va alors en s'amplifiant jusqu'à atteindre un climax, à l'issue duquel, il s'interrompt subitement amenant ainsi la conclusion.
Dans cette conclusion Liszt réintroduit chaque thème du morceau, commençant par celui de marche funèbre, cette fois plus puissant et emphatique. Il réitère alors brièvement des parties du thème en la bémol majeur avant de reprendre la marche guerrière à base d'octaves de la main gauche. Cependant, plutôt que de permettre à la nature sauvage de ce thème de reprendre encore le contrôle du morceau, il l'interrompt net et finit le morceau dans la tranquillité.

## Histoire et signification
Ce morceau fut daté par Liszt d'« octobre 1849 ». En conséquence il a souvent été interprété comme une sorte d'hommage funèbre à Frédéric Chopin, décédé le 17 octobre 1849, ce qui semble accrédité par les réminiscences de la polonaise héroïque op. 53 de Chopin qui transparaissent dans les arpèges de la section centrale.
Cependant, Liszt a précisé que l'œuvre n'avait pas été écrite en l'honneur de Chopin, mais de trois de ses amis ayant succombé lors du soulèvement hongrois échoué contre le gouvernement des Habsburg en 1848. Soit : le prince Félix Lichnowsky, le comte László Teleki et le premier ministre hongrois, comte Lajos Batthyány. Batthyány ayant été exécuté le 6 octobre 1849 du fait de son implication dans le soulèvement.